# Tiya Sircar
Tiya Sircar, född den 16 maj 1982  i Arlington, Texas, USA, är en amerikansk skådespelerska, känd bland annat för sin roll som "Real Eleanor"/Vicky i TV-serien The Good Place (2016–2020). Hon gav också röst till karaktären Sabine Wren i den animerade TV-serien Star Wars Rebels på Disney XD (2014–2018), hon spelade Rooni Schuman i TV-serien Alex, Inc. på ABC (2018) och hon medverkade i filmen The Internship från 2013.